# Neatostema
Neatostema es un género monotípico de plantas con flores perteneciente a la familia Boraginaceae. Su única especie, Neatostema apulum, es originaria de Eurasia y África.

## Descripción
Es una planta herbácea con tallos de hasta 30 cm de altura. Hojas inferiores oblanceoladas; las medias de 20-30 (-55) x 1-2(-7) mm; las superiores de estrechamente oblanceoladas a lincares. Brácteas de 7-10 (-25) x 1-2 (-6) mm, más largas que el cáliz, estrechamente ovadas. Cáliz dividido casi hasta la base, con lóbulos de 3,5-5 mm, más cortos o tan largos como el tubo de la corola. Corola de 5-7,5 mm, amarilla, tomentosa por el exterior, con garganta pelosa. Estambres con filamento corto; anteras de c. 0,5 mm, apiculadas. Núculas de 1,8-2,2 x 1-1,5 mm, longitudinalmente tuberculadas, amarillentas. Florece y fructifica de marzo a mayo.

## Distribución y hábitat
Indiferente edáfica, muy común en campos incultos y cultivos. Se encuentra en el Sur de Europa, NW e África, suroeste de Asia, (Turquía, Chipre), Macaronesia (Canarias).

## Taxonomía
Neatostema apulum fue descrita por (L.) I.M.Johnst. y publicado en Journal of the Arnold Arboretum 34(1): 6–7. 1953.
Citología
Número de cromosomas de Neatostema apulum (Fam. Boraginaceae) y táxones infraespecíficos: 2n=28
Sinonimia
- Lithospermum apulum (L.) Vahl
- Lithospermum apulum Vah.
- Margarospermum apulum (L.) Decne.
- Myosotis apula L.
- Myosotis lutea Lam.
- Rhytispermum apulum (L.) Link[4]

## Nombre común
- Castellano: asperón, chupamiel dorado, viborezna, viborezno.[5]